# Roberto Vatteroni
Roberto Vatteroni (Avenza, 12 aprile 1921 – Roma, 6 aprile 2008) è stato un partigiano e politico italiano.

## Biografia

### Infanzia e partecipazione alla Resistenza
Nato in una famiglia modesta (il padre e i cugini gestivano una cantina), aveva un fratello più grande Remo. Già nell'infanzia sente parlare di Gino Menconi, di Gino Lucetti e di Stefano Vatteroni, stato vicino di casa dei suoi. I tre erano conosciuti per il loro orientamento e il loro impegno politico antifascista:
Lucetti e Vatteroni erano già in carcere da anni, mentre Gino Menconi, diventato dirigente nazionale del Partito Comunista, era in giro per il mondo, per organizzare gli antifascisti esuli e fuorusciti e sarebbe stato arrestato di lì a poco, nel 1932, a Napoli, nel pieno della sua attività, durante un'ispezione.
Finite le elementari, i genitori, visti i suoi buoni profitti scolastici, lo convinsero ad andare in un collegio di religiosi, a Collesalvetti per poter continuare gli studi.
Anche l'esperienza del collegio contribuisce a farlo maturare, fino al punto che nel 1943, dopo l'8 settembre diventerà partigiano; poco dopo il 17 agosto del 1944 nei pressi di Bardine di San Terenzo monti (SP), ad appena 17 anni, viene ferito e perde un braccio, nel primo scontro della Brigata Ulivi comandata da Alessandro Brucellaria detto Memo. Nello scontro il 16º battaglione delle SS tedesche composto da 17 militari perde 16 uomini mentre tra i partigiani cade Venturini e Vatteroni risulta l'unico ferito grave.

### Dopo guerra, incarichi politici
Dopo la guerra sarà dirigente della sezione del PCI di Avenza, quella che porta il nome di Gino Menconi e membro di vari organismi provinciali.
Per il prestigio di cui gode anche grazie al conferimento della medaglia d'oro, l'Associazione Nazionale Partigiani d'Italia avanza la proposta di una sua utilizzazione presso di sé. Sarà anche ininterrottamente membro dell'Associazione Nazionale Combattenti e Reduci.
Frequenta la Scuola delle Frattocchie e sarà uno dei segretari di Luigi Longo, vicesegretario del PCI.

## Famiglia e morte
Nel 1956 a Roma conosce la sua futura moglie Angela, con la quale ha due figli (Silvia e Luca).
Muore a Roma il 6 aprile 2008 all'ospedale San Camillo all'età di 86 anni.
Il Presidente della Repubblica Italiana Giorgio Napolitano lo ha ricordato con queste parole:
"Giovane studente, a soli diciassette anni Vatteroni aderì al movimento partigiano e combatté contro i nazifascisti con grande coraggio e passione civile, riportando gravi ferite e meritando la medaglia d'oro al valor militare. L'invalidità conseguita nella lotta partigiana non gli impedì di continuare nel suo impegno politico e civile, e il suo contributo alla difesa e alla valorizzazione del patrimonio della resistenza, alla tutela delle istituzioni democratiche e contro il terrorismo non sarà dimenticato."